# 青木隆敏
青木 隆敏（あおき しげと、12月2日 - ）は、滋賀県出身の俳優。
所属劇団は、男優のみで構成される劇団Studio Life
2000年、入団（ジュニア5）　

## プロフィール
- 身長 - 174cm
- 体重 - 54Kg
- 血液型 - O型
- 射手座
- 趣味 映画鑑賞
- 特技 テニス

## 人物・来歴・エピソード
- 舞台公演では、男性から少女まで幅広く演じている。
- また、イル（遺る）名義では、ミュージシャン・ライブ活動にも意欲的。[2]
- 通称＆愛称は「ゲシ」
- 愛称ゲシ（夏至）に連動し、愛犬の名は「冬至くん」[3]
- 近年は本業の芝居より趣味のテニスに力を入れている。

## 出演作品

### 舞台
- 「OVERSEAS オーバーシーズ」
- 「The Kiss of an Invisible Man 透明人間の蒸気」
- 「鑑定医シャルル」
- 「月の子」
- 「Sons」
- 「ブギトゥ・バグース!」
- 「パサジェルカ」
- 「死の泉」
- 「OZ 〜オズ〜」 - ヴィアンカ 役
- 「ヴァンパイアレジェンド」　「DRACULA」
- 「決闘」
- 「夏の夜の夢」
- 「TAMAGOYAKI」
- 「マージナル」
- 「LILIES」
- 「フルーツバスケット」
- 「十二夜」
- 「PANSY MAZE」
- 「トーマの心臓」 - ユリスモール 役
- 外部公演「ミュージカル黒執事 -千の魂と墜ちた死神-」 - ハンクス刑事 役
- 「じゃじゃ馬ならし」 - キャタリーナ 役
- 「DRACULA」 - ジョナサン 役
- 「11人いる!」 - マヤ王バセスカ 役
- 「PHAMTOM～語られざりし物語～」 - マドレーヌ 役
- 「リアル・シンデレラ・ストーリー」 - シンデレラ 役
- 「夏の夜の夢」「十二夜」連鎖公演 - ヘレナ / フルート / サー・アンドルー 役
- 外部公演「花咲ける青少年」 - セズン 役
- 「OZ 〜オズ〜」 - 1024 役
- 「天守物語」 - 舌長姥 役
- 「続・11人いる!」 - オナ 役
- アルセーヌ・ルパン「カリオストロ伯爵夫人」 - ジョゼフィーヌ・バルサモ（カリオストロ伯爵夫人） 役
- 「LILIES」 - 伯爵夫人 役
- 「少年十字軍」 - カドック 役
- 「トーマの心臓」 - サイフリート 役
- 「大いなる遺産」 - エステラ 役
- 「十年経ったらさようなら」 - 青木 役
- 「食卓の華」 - 正俊 役
- 「厚い雲に覆われた光」 - 喜代村 役
- 「霞の中の少年」
- 「十二人の怒れる男」[4]
- 「トーマの心臓」[5]
- 「ガラスの動物園」 - ローラ・ウィングフィールド 役[6]

### 映画
- 「ここに、幸あり」